# Osi Umenyiora
Ositadinma "Osi" Umenyiora (født 16. november 1981 i London, England) er en engelsk footballspiller, der spiller i NFL som defensive end for Atlanta Falcons. Han har tidligere spillet for New York Giants. Han blev draftet til ligaen i 2003. 
Umenyiora var en del af det New York Giants-hold, der i 2008 overraskende besejrede New England Patriots i Super Bowl XLII. To gange, i 2005 og 2007 er han desuden blevet udtaget til Pro Bowl, NFL's All Star kamp.